# Arthrobotrys dendroides
Arthrobotrys dendroides är en svampart som beskrevs av Kuthub., Muid & J. Webster 1985. Arthrobotrys dendroides ingår i släktet Arthrobotrys och familjen vaxskålar.   Inga underarter finns listade i Catalogue of Life.